# Lasaeola superba
Lasaeola superba är en spindelart som först beskrevs av Arthur M. Chickering 1948.  Lasaeola superba ingår i släktet Lasaeola och familjen klotspindlar. Inga underarter finns listade i Catalogue of Life.